# المعبوج
المعبوج هي إحدى قرى منطقة جازان جنوب غرب السعودية وتقع القرية ضمن نطاق مدينة جازان وتبعد عنها بحوالي 2 كم من ناحية الشرق، بالقرب من مطار الملك عبد الله الإقليمي.